# Стефан Шалдупов
Стефан Николов Шалдупов е бивш български футболист, централен нападател.

## Биография
Роден на 4 юли 1950 г. в гр. Дупница в семейството на Елисавета и Никола Шалдупови. Има двама братя – Владимир /бивш вратар/ и Михаил /бивш защитник и треньор/.
Започнал своята кариера в детско-юношеската школа на „Марек“. Играл като централен нападател последователно в „Марек“, „Велбъжд“ и „Миньор – Перник“.
Женен, с 2 дъщери – Елисавета и Беатриса, и 3 внучки – Кристияна, Михаела и Венелина.